# IBC Studios
IBC Recording Studios foi um estúdio de gravação situado na 35 Portland Place, Londres, Inglaterra. Após a Segunda Guerra Mundial tornou-se o principal estúdio independente de Londres e da Grã-Bretanha. Nos anos 60 e 70, ficou mundialmente famoso ao ser utilizado por algum dos mais célebres músicos da época.
O estúdio foi comprado por Chas Chandler no final da década de 1970 e renomeado para Portland Recording Studios. Foi posteriormente vendido a Don Adler, e gerenciado por seu filho David.
O local atualmente é ocupado pela Musion System Ltd, que usa o espaço para demonstrar sua tecnologia de hologramas, e também na gravação de imagens para conversão e transmissão no formato holográfico.